# アイオキシニル
アイオキシニル（英: Ioxynil）は有機ヨウ素化合物の一種で、フェノール・ニトリル系除草剤として使用される。

## 歴史・用途
イギリスのメイ・アンド・ベーカー社が開発した薬剤で、日本では1967年3月10日に農薬登録を受けた。作用機序は、光合成の電子伝達系に作用し、広葉雑草の生存に必要なアデノシン三リン酸（ATP）の生成を阻害し枯死させるものと考えられている。適用作物にはムギ・野菜類・芝・樹木がある。商品名には「アクチノール」があり、日本では塩野義製薬などが乳剤を製造していた（2004年11月に塩野義の植物薬品部門がハヤシアグロサイエンスに事業譲渡）。